# 一色あずさ
一色 あずさ（いっしき あずさ、1984年7月7日 - ）は、日本のAV女優、ストリッパー。
長野県出身。TPJ所属。
2007年1月21日、新宿ニューアートでストリップデビュー。

## 略歴
- 2004年10月 - 『お姉さまの匂い…』でh.m.p専属女優としてAVデビュー。
- 2005年12月 - 『ギリギリモザイク セル初ギリギリモザイク』でエスワンよりセルデビュー。

## 作品

### アダルトビデオ
2004年
- お姉さまの匂い…（10月31日、h.m.p）
- 悩ましいボイン（11月30日、h.m.p）
- 奥まで濡らしちゃう…（12月25日、h.m.p）

2005年
- 巨乳は今夜も犯されたい…（1月25日、h.m.p）
- 巨乳ちゃんとホントにしたいSEX!!（2月28日、h.m.p）
- レイプで感じる…刺激（3月31日、h.m.p）
- ハプニング続出!?ドキュメント イジわる強制FUCK（4月26日、h.m.p）
- 私とこんなSEXやりたい?（5月21日、h.m.p）
- ハレンチ学園 桃尻先生!! （6月21日、h.m.p）
- 淫らに濡れてる?（7月21日、h.m.p）
- ヌルヌルの快感 ザーメンハンター40人狩り（8月21日、h.m.p）
- いやしのテクニック（9月21日、h.m.p）
- 淫穴（11月25日、トライハートコーポレーション）
- ギリギリモザイク セル初ギリギリモザイク（12月19日、エスワン）

2006年
- ギリギリモザイク じっくり濃厚セックス（1月7日、エスワン）
- ギリギリモザイク 6つのコスチュームでパコパコ!（2月19日、エスワン）
- ギリギリモザイク 妄想的特殊浴場 本指名 一色あずさ（3月7日、エスワン）
- ギリギリモザイク バコバコ乱交5（4月7日、エスワン）
- ギリギリモザイク ギリギリモザイク8本番（5月7日、エスワン）
- マンコマニアックス（6月13日、MOODYZ）
- 激ピストン15453回（7月13日、MOODYZ）
- 極 本番 一色あずさ（8月4日、GLAY'z）
- 巨乳ナース 一色あずさ（9月8日、GLAY'z）
- 痴漢願望の女 〜触って欲しいの〜（11月4日、ディープス）

2007年
- AVアイドルの本物友達をイクまでハメちゃう超エッチ王様ゲーム （2月8日、SODクリエイト）共演:清原りょう、楓アイル
- ハイスクール!巨乳組 （2月8日、V&Rプロダクツ）共演:瀬咲るな、飯島夏希、吉川萌、鏡桜子
- Beauty Style 25 表参道 AZUSA 22歳 （2月25日、イエロー）
- 巨乳女教師連続中出し （3月8日、タカラ映像）
- ど痴女 超ド級!!強制チ〇ポ狩りの雌女（おんな） vol.16 （3月9日、U&K）
- エロGAL×2 （4月16日、マキシング）…共演:夏芽涼
- 裏サービス家庭教師派遣センター 2 （4月20日、シャイ企画）オムニバス作品 他出演:宝月ひかる、しいないおり、小日向優
- 東京FUNKYギャル 2 （4月27日、ピエロ）
- 純愛レズビアン 4 （5月25日、ピエロ）共演:宝月ひかる
- 「飼育の虜」 変態マゾ男とペニバン女 【第一章】 （5月25日、U&K）
- カミカゼガールズ Vol.27（6月11日、カミカゼエンターテイメント）
- 美脚×ローライズ短パン×露出デート （7月13日、マルクス兄弟）
- 電マ激イキFUCKERS Vol.1 （7月16日、マキシング）オムニバス作品 他出演:大石もえ、ほしのみゆ、夏芽涼
- 同性愛オフィスレディー 大人の女のオフィスラブ（8月19日、クロス）共演:杏珠、伊藤あずさ
- カミカゼプレミアム Vol. 32（8月30日、カミカゼエンターテイメント）
- 真性中出しだらけの集団受精大乱交 （9月13日、MOODYZ）共演:姫野愛、松田亜美、上原のぞみ、結城凛
- S級女優マン圧チェックSPECIAL（11月2日、GLAY'z）オムニバス作品 他出演:鮎川なお、@YOU、浜崎りお、喜多村麻衣、金城アンナ、来栖りお、滝沢優奈、ひな、米倉夏弥、川愛加奈、折原まみ、上原優実、山本瞳子、秋菜楓
- エキサイト エアーセックス （12月1日、NIRVANA）オムニバス作品 他出演:鮎川なお、浜崎りお、もえ、乙羽あいか、紅音ほたる、佐藤友里、山口まゆ、児玉しの、北田優歩、柚本舞、宮崎あいか、長澤リカ、香月藍、野沢友花　※AVグランプリ2008 マニアステージ エントリー作品

### イメージビデオ
- 裸体（2004年12月25日、シャッフル）

## 写真集
- シルエットX（2004年10月25日、彩文館出版、撮影：郡司大地）ISBN 978-4775600528

## TV出演
- 朝までたけし的ショー（2007年1月2日、テレビ朝日）
- Peach-Pit 桃のたね（MONDO TV）